# Macumba River
Der Macumba River ist ein Fluss im Norden des australischen Bundesstaates South Australia.

## Geografie

### Flusslauf
Der Fluss entspringt am Macumba Hill, rund 50 Kilometer nördlich von Oodnadatta und südlich des  Witjira-Nationalparks. Er fließt zunächst nach Osten und dann nach Südosten am Südrand der Simpsonwüste entlang. Nördlich des Lake Eyre mündet er in den Warburton River.

### Nebenflüsse mit Mündungshöhen
Der Fluss hat folgende Nebenflüsse:
- Alberga River – 111 m
- Stevenson Creek – 110 m
- Finke River – 99 m
- Yardaparinna Creek – 98 m
- Alguchina Creek – 92 m
- Browns Creek – 86 m
- Baker Creek – 79 m
- Erabena Creek – 70 m
- Edarteenya Creek – 56 m
- Coomparana Creek – 39 m
- Kuncharana Creek – 34 m
- Nardiebuckina Creek – 3 m

Der Finke River versickert meistens im Ostteil des Witjira-Nationalparks in der Nähe der Simpsonwüste. Nur in sehr nassen Jahren läuft er in den Macumba River über.

### Durchflossene Seen
Der Macumba River durchfließt eine Reihe von Wasserlöchern, die meist auch dann mit Wasser gefüllt sind, wenn der Fluss selbst trocken liegt:
- Ross Waterhole – 109 m
- Andandana Waterhole – 107 m
- Mongulina Waterhole – 86 m
- Walkinna Waterhole – 86 m
- Weebucca Waterhole – 81 m
- Tidnabucca Waterhole – 58 m
- Allillinna Waterhole – 50 m
- Ulowarrina Waterhole – 38 m
- Ullabaracoola Waterhole – 22 m
- Christmas Waterhole – 13 m
- Kurladchidna Waterhole – 3 m